# Ctimene salamandra
Ctimene salamandra là một loài bướm đêm trong họ Geometridae.